# Детелина камењарка
Детелина камењарка, рањеник, рањеница, алпски рањеник, белодун или зечја детелина (лат. Anthyllis vulneraria) је једногодишња или двогодишња зељаста биљка из породице махунарки (Fabaceae). 
- Име рода потиче од гр. anthos = цвет и julos = маља, због длакавих чашичних листића, а име врсте од лат. vulnus = рана (користи се као епителизант).

- Синоними:

## Опис биљке
Стабљика усправна или пузећа, длакава, на пресеку округла и висока до 60 cm. Листови сложени непарно перасто при чему су приземни са дугачком дршком, а остали седећи. Цветови су лептирасти са круничним листићима који су бледоружичасти, жуто до црвено обојени и цевастом, маљавом чашицом. Сакупљени су у лоптасте, главичасте цвасти које се налазе на врху стабљика. Плод је махуна са 2-8 белих семена.

## Станиште
Распрострањена је по балканским планинама, Алпима и Карпатима. Насељава суве и умереновлажне ливаде брдскопланинаског појаса на кречњачком и сиромашном земљишту. Припада планинским хелиофитама.

## Хемијски састав дроге
У фармацеутске сврхе, као дрога, се користи:
- надземни део биљке са цветом (Anthyllidis herba) и
- цвет.

Ти делови биљке садрже:
- танине;
- сапонине;
- пигменте из групе флавоноида: ксантофил, антоцијан
- слуз

## Употреба
Користи се у народној медицини најчешће споља као средство у воду декокта за зарастање рана, затим код повреда типа дисторзија и контузија као и код опекотина, еритема. Осим за спољашњу употребу, улази и у састав чајева за чишћење организма и крви као и диуретских чајева.